# 自治行政局
自治行政局（じちぎょうせいきょく、英語: Local Administration Bureau）は、総務省の内部部局の一つである。

## 職務
- 地方自治及び民主政治の普及徹底に関する事務（自治財政局及び自治税務局の所掌に属するものを除く。）。
- 国と地方公共団体及び地方公共団体相互間の連絡調整に関する事務（自治財政局及び自治税務局の所掌に属するものを除く。）。
- 地方公共団体の求めに応じて当該地方公共団体の行政及び財政に関する総合的な調査を行う事務
- 地方自治に係る政策で地域の振興に関するものの企画及び立案並びに推進に関する事務
- 豪雪地帯（豪雪地帯対策特別措置法第二条第一項に規定する豪雪地帯をいう。第四十九条第八号において同じ。）の雪害の防除及び振興に関する総合的な政策の企画及び立案並びに推進に関する事務
- 公有地の拡大の推進に関する法律の規定による土地開発公社及び土地の先買いに関する事務を行う事務
- 地方自治に影響を及ぼす国の施策の企画及び立案並びに運営に関し、必要な意見を関係行政機関の長に述べる事務（自治財政局及び自治税務局の所掌に属するものを除く。）。
- 地方公共団体の自主的かつ主体的な組織及び運営の合理化の推進について必要な助言その他の協力を行う事務
- 地方自治に関する調査及び研究に関する事務
- 地方公共団体の組織及び運営に関する制度の企画及び立案に関する事務
- 市町村の合併、広域行政その他地方公共団体の機能の充実に関する政策の企画及び立案並びに推進に関する事務
- 住民基本台帳制度に関する事務
- 住居表示制度に関する事務
- 行政書士に関する事務
- 地方独立行政法人に関する事務（自治財政局の所掌に属するものを除く。）。
- 地方公務員に関する制度の企画及び立案に関する事務
- 地方公共団体の人事行政に対する協力及び技術的助言に関する事務
- 地方公務員の共済制度及び災害補償制度に関する事務
- 公職選挙法及び同法の規定を準用する法律に基づく選挙に関する制度の企画及び立案に関する事務
- 最高裁判所裁判官の国民審査、一の地方公共団体のみに適用される特別法の制定のための投票、日本国憲法改正の国民の承認に係る投票及び地方公共団体の住民による各種の直接請求に基づく投票に関する制度の企画及び立案に関する事務
- 前二号に掲げる選挙、国民審査及び投票の施行の準備に関する事務
- 第十八号及び第十九号に掲げる選挙、国民審査及び投票の普及及び宣伝に関する事務
- 政党その他の政治団体、政治資金及び政党助成に関する事務
- 地方自治に係る基本的な政策の企画及び立案に関する事務
- 地方自治に係る政策の企画及び立案、公文書類に関する意見並びに調査及び統計の作成について関係部局（自治行政局、自治財政局、自治税務局及び消防庁をいう。以下同じ。）の調整を図る事務
- 地方公共団体の情報システムに関する企画及び立案並びに関係部局の調整に関する事務
- 地方自治に関する情報を処理するため必要な総務省の情報システムの整備及び管理に関する事務
- 地方自治に係る国際協力に関する事務
- 国地方係争処理委員会及び自治紛争処理委員の庶務に関する事務
- 地方財政審議会地方公務員共済組合分科会の庶務に関する事務
- 中央選挙管理会の庶務に関する事務
- 前各号に掲げるもののほか、地方自治法、公職選挙法その他の法律（法律に基づく命令を含む。）で総務省に属させられた地方行政並びに第十八号及び第十九号に掲げる選挙、国民審査及び投票に関する事務に関する事務

## 組織

### 行政課
地方自治制度の企画、立案、地方分権の推進などの業務を行なっている。事務分担として行政第一係、行政第二係、行政第三係、行政第四係、行政書士係が設けられている。
所掌
総務省組織令（平成31年3月29日政令第80号）第46条に所掌事務が規定されている。
```
（行政課の所掌事務）
第46条 行政課は、次に掲げる事務をつかさどる。
一 自治行政局の所掌事務に関する総合調整に関すること。
二 
地方自治
及び
民主政治
の普及徹底に関すること（自治財政局及び自治税務局並びに選挙部の所掌に属するものを除く）。
三 
地方行政
に関する国と地方公共団体及び地方公共団体相互間の連絡調整に関すること。
四 地方自治に影響を及ぼす国の施策の企画及び立案並びに運営に関し、必要な意見を関係行政機関の長に述べること（自治財政局及び自治税務局の所掌に属するものを除く）。
五 地方公共団体の組織及び運営に関する制度の企画及び立案に関すること（市町村課の所掌に属するものを除く）。
六 
行政書士
に関すること。
七 
地方自治法
その他の地方公共団体に関する法律（法律に基づく命令を含む）で総務省に属させられた地方行政に関する事務に関すること（市町村課の所掌に属するものを除く）。
八 
地方制度調査会
並びに
国地方係争処理委員会
、
自治紛争処理委員
及び指定都市都道府県勧告調整委員の庶務に関すること。
九 地方自治に係る法令案に関する意見について関係部局の調整を図ること。
十 地方制度資料その他の地方行政に関する資料に関すること。
十一 前各号に掲げるもののほか、自治行政局の所掌事務で他の所掌に属しないものに関すること。
```

#### 行政課長
現職
| 氏名     | 出身省庁 | 前職                   | 就任年月日   |
| -------- | -------- | ---------------------- | ------------ |
| 三橋一彦 | 自治省   | 自治行政局住民制度課長 | 2021年7月1日 |

歴代
| 氏名       | 就任年月日    | 備考                 |
| ---------- | ------------- | -------------------- |
| 高部正男   | 2001年1月6日  |                      |
| 不在       | 2001年8月1日  |                      |
| 久保信保   | 2001年9月1日  |                      |
| 久元喜造   | 2003年1月17日 |                      |
| 門山泰明   | 2005年1月11日 |                      |
| 坂本森男   | 2006年7月21日 |                      |
| 幸田雅治   | 2007年4月1日  |                      |
| 佐々木敦朗 | 2008年7月4日  |                      |
| 安田充     | 2009年7月14日 |                      |
| 山崎重孝   | 2011年7月26日 |                      |
| 時沢忠     | 2013年6月28日 |                      |
| 宮地毅     | 2014年7月22日 |                      |
| 境勉       | 2015年7月31日 |                      |
| 篠原俊博   | 2016年7月20日 |                      |
| 吉川浩民   | 2017年7月11日 |                      |
| 森源二     | 2018年7月27日 |                      |
| 阿部知明   | 2019年7月5日  | 自治行政局市町村課長 |
| 小川康則   | 2020年7月20日 |                      |
| 三橋一彦   | 2021年7月1日  |                      |

#### 総務室
事務分担として総務係、予算係、人事係が設けられている。
所掌
総務省組織規則（令和元年6月28日総務省令第28号）第21条、同2号、同3号に所掌事務が規定されている。
```
（総務室並びに行政企画官、監査制度専門官、係争処理専門官及び大都市制度専門官）
第21条 行政課に、総務室並びに行政企画官、監査制度専門官、係争処理専門官及び大都市制度専門官それぞれ一人を置く。
2 総務室は、次に掲げる事務をつかさどる。
 一 
地方自治
及び
民主政治
の普及徹底に関すること（
自治財政局
及び
自治税務局
並びに選挙部の所掌に属するものを除く）。
 二 
地方行政
に関する国と
地方公共団体
及び地方公共団体相互間の連絡調整に関すること。
 三 自治行政局に属する人事、文書、会計その他の事務の管理、調整及び審査に関すること。
3 総務室に、室長を置く。
```

#### 行政企画官
所掌
総務省組織規則（令和元年6月28日総務省令第28号）第21条、同4号に所掌事務が規定されている。
```
（総務室並びに行政企画官、監査制度専門官、係争処理専門官及び大都市制度専門官）
第21条 行政課に、総務室並びに行政企画官、監査制度専門官、係争処理専門官及び大都市制度専門官それぞれ一人を置く。
4 行政企画官は、命を受けて、
地方公共団体
の組織及び運営に関する重要事項についての企画及び立案並びに調整に関する事務を行う。
```

#### 監査制度専門官
所掌
総務省組織規則（令和元年6月28日総務省令第28号）第21条、同5号に所掌事務が規定されている。
```
（総務室並びに行政企画官、監査制度専門官、係争処理専門官及び大都市制度専門官）
第21条 行政課に、総務室並びに行政企画官、監査制度専門官、係争処理専門官及び大都市制度専門官それぞれ一人を置く。
5 監査制度専門官は、命を受けて、
地方公共団体
の監査制度に関する企画、立案、当該制度の運営に関する助言その他専門的事項に関する事務を行う。
```

#### 係争処理専門官
所掌
総務省組織規則（令和元年6月28日総務省令第28号）第21条、同6号に所掌事務が規定されている。
```
（総務室並びに行政企画官、監査制度専門官、係争処理専門官及び大都市制度専門官）
第21条 行政課に、総務室並びに行政企画官、監査制度専門官、係争処理専門官及び大都市制度専門官それぞれ一人を置く。
6 係争処理専門官は、命を受けて、
国地方係争処理委員会
及び
自治紛争処理委員
の庶務に関する専門的事項に関する事務を行う。
```

#### 大都市制度専門官
所掌
総務省組織規則（令和元年6月28日総務省令第28号）第21条、同7号に所掌事務が規定されている。
```
（総務室並びに行政企画官、監査制度専門官、係争処理専門官及び大都市制度専門官）
第21条 行政課に、総務室並びに行政企画官、監査制度専門官、係争処理専門官及び大都市制度専門官それぞれ一人を置く。
7 大都市制度専門官は、命を受けて、大都市制度に関する企画、立案、当該制度の運営に関する助言その他専門的事項に関する事務を行う。
```

### 住民制度課
住民基本台帳制度、マイナンバーカード、公的個人認証、コミュニティなどの業務を行っている。
- 企画官
- 本人確認情報保護専門官

### 市町村課
市町村の廃置分合・境界変更、市町村合併、広域行政、地方公共団体の行政評価・行政改革、中核市の指定などの業務を行っている。

#### 行政経営支援室
事務分担として地方行革推進係、経営支援係が設けられている。
所掌
総務省組織規則（令和元年6月28日総務省令第28号）第22条、同2号、同3号に所掌事務が規定されている。
```
（行政経営支援室）
第22条の2 市町村課に、行政経営支援室を置く。
2 行政経営支援室は、次に掲げる事務をつかさどる。
 一 市町村課の所掌事務のうち
地方公共団体
の
行政改革
の推進について必要な助言その他の協力を行うこと。
 二 
地方独立行政法人
に関すること（自治行政局の所掌に属するものを除く）。
 三 
中核市
の指定に関すること。
3 行政経営支援室に、室長を置く。
```

### 地域政策課
地方自治に関する政策の企画立案、活力ある地域づくり、電子自治体・地域情報化の推進、国際交流の推進などの業務を行っている。

#### 地域情報政策室
所掌
総務省組織規則（令和元年6月28日総務省令第28号）第23条に所掌事務が規定されている。
```
（地域情報政策室）
第23条 地域政策課に、地域情報政策室を置く。
2 地域情報政策室は、次に掲げる事務をつかさどる。
 一 
地方自治
に係る調査及び統計の作成について関係部局の調整を図ること。
 二 
地方公共団体
の
情報システム
に関する企画及び立案並びに関係部局の調整に関すること（住民制度課の所掌に属するものを除く）。
 三 地方自治に関する情報を処理するため必要な総務省の情報システムの整備及び管理に関すること。
 四 前三号に掲げるもののほか、地域政策課の所掌事務のうち
情報化
に係るものに関すること。
3 地域情報政策室に、室長を置く。
```

#### 国際協定専門官
2019年7月1日に「国際室」が廃止され、直下で置かれるようになった。
所掌
総務省組織規則（令和2年7月30日総務省令第70号）第23条、同2項に所掌事務が規定されている。
```
（国際協定専門官）
第23条の2 自治行政局に、国際協定専門官一人を置く。
2 国際協定専門官は、命を受けて、国際協定に関する企画、立案、助言その他専門的事項に関する事務を行う。
```

### 地域自立応援課
定住自立圏構想に関すること、過疎対策に関すること、地方への移住・交流に関すること、地域人材の育成・活性化に 関する施策の推進に関することなどの業務を行っている。
- 地域振興室
- 人材力活性化・連携交流室
  - 地域支援専門官

#### 過疎対策室
所掌
総務省組織規則（令和3年3月31日総務省令第38号）第24条に所掌事務が規定されている。
```
（地域情報政策室）
第24条 地域自立応援課に、地域振興室及び過疎対策室を置く。
6 過疎対策室は、
地方自治
に係る政策で
過疎
対策に係る地域の振興に関するものの企画及び立案並びに推進に関する事務をつかさどる。
7 過疎対策室に、室長を置く。
```

### 公務員部
所掌
総務省組織令（令和元年5月31日政令第17号）第7条、同1号の一部、同2号に所掌事務が規定されている。
```
（自治行政局の所掌事務）
第7条 自治行政局は、次に掲げる事務をつかさどる。
 十七 
地方公務員
に関する制度の企画及び立案に関すること。
 十八 
地方公共団体
の
人事
行政
に対する協力及び技術的助言に関すること。
 十九 地方公務員の
共済
制度及び
災害補償
制度に関すること。
 三十一 
地方財政審議会
地方公務員共済組合分科会の庶務に関すること。
2 公務員部は、前項第十七号から第十九号まで及び第三十一号に掲げる事務をつかさどる。
```

#### 公務員部長
| 氏名     | 出身省庁 | 前職                   | 就任年月日    |
| -------- | -------- | ---------------------- | ------------- |
| 山越伸子 | 自治省   | 自治財政局公営企業課長 | 2020年7月20日 |

#### 公務員課
地方公務員制度、地方公務員の給与、定員に関する調査、女性地方公務員の活躍推進などの業務を行っている。

##### 給与能率推進室
所掌
総務省組織規則（令和5年7月6日総務省令第56号）第25条、同2号、同3号に所掌事務が規定されている。
```
（給与能率推進室、女性活躍・人材活用推進室及び応援派遣室並びに定員給与調査官）
第25条 公務員課に、給与能率推進室、女性活躍・人材活用推進室及び応援派遣室並びに定員給与調査官一人を置く。
2 給与能率推進室は、次に掲げる事務をつかさどる。
 一 
地方公務員
の給与、定数及び研修に関する制度の企画及び立案に関すること。
 二 
地方公共団体
の職員の給与、定数及び研修に関する
行政
に対する協力及び技術的助言に関すること。
3 給与能率推進室に、室長を置く。
```

- 高齢対策室
- 定員給与調査官

#### 福利課
地方公務員の厚生福利、共済組合制度、職場の安全衛生・公務中の労働災害補償制度の企画・立案などの業務を行っている。
- 安全厚生推進室
- 数理官

### 選挙部
所掌
総務省組織令（令和元年5月31日政令第17号）第7条、同1号の一部、同3号に所掌事務が規定されている。
```
（自治行政局の所掌事務）
第7条 自治行政局は、次に掲げる事務をつかさどる。
 二十 
公職選挙法
（昭和二十五年法律第百号）及び同法の規定を準用する法律に基づく選挙に関する制度の企画及び立案に関すること。
 二十一 
最高裁判所裁判官の国民審査
、一の
地方公共団体
のみに適用される特別法の制定のための投票、
日本国憲法改正の国民の承認に係る投票
及び地方公共団体の住民による各種の
直接請求
に基づく投票に関する制度の企画及び立案に関すること。
 二十二 前二号に掲げる選挙、国民審査及び投票の施行の準備に関すること。
 二十三 第二十号及び第二十一号に掲げる選挙、国民審査及び投票の普及及び宣伝に関すること。
 二十四 
政党
その他の
政治団体
、
政治資金
及び
政党助成
に関すること。
 三十二 
中央選挙管理会
の庶務に関すること。
 三十三 前各号に掲げるもののほか、
地方自治法
、公職選挙法その他の法律（法律に基づく命令を含む）で総務省に属させられた
地方行政
並びに第二十号及び第二十一号に掲げる選挙、国民審査及び投票に関する事務に関すること。
3 選挙部は、第一項第一号に掲げる事務（同項第二十号及び第二十一号に掲げる
選挙
、
国民審査
及び投票並びに
政党
その他の
政治団体
、
政治資金
及び
政党助成
に係るものに関するものに限る）、同項第二十号から第二十四号まで及び第三十二号に掲げる事務並びに同項第三十三号に掲げる事務（同項第二十号及び第二十一号に掲げる選挙、国民審査及び投票に関するものに限る）をつかさどる。
```

#### 選挙課
選挙制度及び最高裁判所裁判官国民審査制度の企画・立案などを行っている。
- 企画官

#### 管理課
国政選挙の管理執行、選挙に関する啓発・周知、明るい選挙の推進などの業務を行っている。課長にはノンキャリアの職員が当てられる。
- 選挙管理官
- 訟務専門官
- 電子投票専門官

#### 政治資金課
- 収支公開室
- 支出情報開示室
- 政党助成室

## 自治行政局長
| 氏名       | 就任日        | 前職                                                                                | 後職                                                              | 出身省庁   |
| ---------- | ------------- | ----------------------------------------------------------------------------------- | ----------------------------------------------------------------- | ---------- |
| 芳山達郎   | 2001年1月6日  | 国土庁地方振興局長                                                                  | 退官                                                              | 自治省     |
| 畠中誠二郎 | 2003年1月17日 | 総務省大臣官房長                                                                    | 総務省行政管理局長                                                | 行政管理庁 |
| 武智健二   | 2004年7月2日  | 総務省情報通信政策局長                                                              | 退官                                                              | 郵政省     |
| 高部正男   | 2005年8月15日 | 衆議院調査局第二特別調査室長                                                        | 消防庁長官                                                        | 自治省     |
| 藤井昭夫   | 2006年7月21日 | 総務省行政管理局長                                                                  | 総務省人事・恩給局長                                              | 行政管理庁 |
| 岡本保     | 2007年7月6日  | 総務省自治財政局長                                                                  | 消防庁長官                                                        | 自治省     |
| 久元喜造   | 2008年7月4日  | 総務省自治行政局選挙部長                                                            | 退官                                                              | 自治省     |
| 望月達史   | 2012年9月11日 | 内閣府地域主権戦略室次長                                                            | 退官                                                              | 自治省     |
| 門山泰明   | 2013年6月28日 | 総務省大臣官房長                                                                    | 退官                                                              | 自治省     |
| 佐々木敦朗 | 2014年7月22日 | 総務省大臣官房総括審議官（政策評価、政策企画担当）                                  | 消防庁長官                                                        | 自治省     |
| 渕上俊則   | 2015年7月31日 | 地方公務員共済組合連合会理事                                                        | 退官                                                              | 自治省     |
| 安田充     | 2016年6月17日 | 総務省自治財政局長                                                                  | 総務事務次官                                                      | 自治省     |
| 山﨑重孝   | 2017年7月11日 | 内閣官房内閣総務官室内閣総務官 （併）内閣人事局人事政策統括官                       | 内閣官房内閣審議官 皇位継承式典事務局長                           | 自治省     |
| 北崎秀一   | 2018年8月1日  | 内閣府大臣官房長                                                                    | 退官                                                              | 自治省     |
| 高原剛     | 2019年7月2日  | 地方公共団体情報システム機構副理事長                                                | 内閣官房まち・ひと・しごと創生本部地方創生総括官                  | 自治省     |
| 吉川浩民   | 2021年7月1日  | 地方公共団体金融機構理事                                                            | 内閣官房内閣審議官 （併）デジタル田園都市国家構想実現会議事務局長 | 自治省     |
| 山野謙     | 2023年7月7日  | 総務省大臣官房総括審議官                                                            | 復興庁統括官                                                      | 自治省     |
| 阿部知明   | 2024年7月5日  | デジタル庁統括官付審議官                                                            | 地方公共団体情報システム機構副理事長                              | 自治省     |
| 小川康則   | 2025年7月1日  | 内閣官房内閣審議官（内閣官房副長官補付） 内閣官房デジタル行財政改革会議事務局長代理 | 現職                                                              | 自治省     |